# Převorsk
Převorsk (polsky Przeworsk, latinsky Prevorsc, ukrajinsky Переворськ) je město v jihovýchodním Polsku v Podkarpatském vojvodství v okrese Převorsk. Podle města je pojmenována pravěká převorská kultura. Městská práva město získalo dne 25. února 1393. V roce 2024 zde žilo 14 523 obyvatel.

## Pamětihodnosti

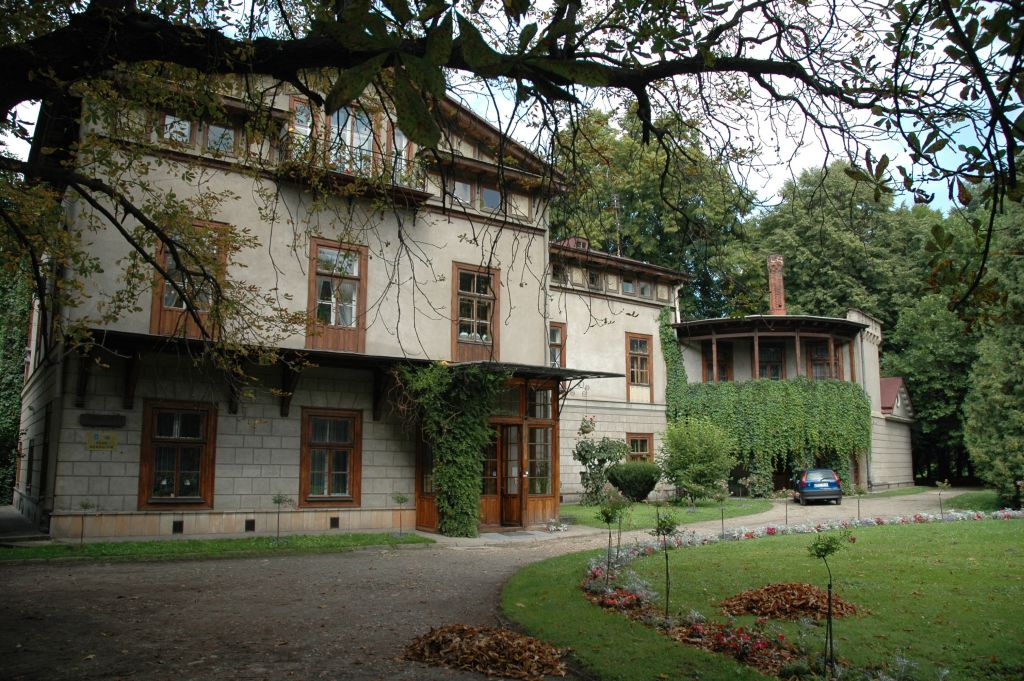
Palác Lubomirských v Převorsku

- Palác Lubomirských v Převorsku

## Partnerská města
- Berehovo, Ukrajina[2]
- Humenné, Slovensko[3]
- Mělník, Česko[4]
- Moravský Krumlov, Česko[5]